# サンダース・ロー ラーウィック

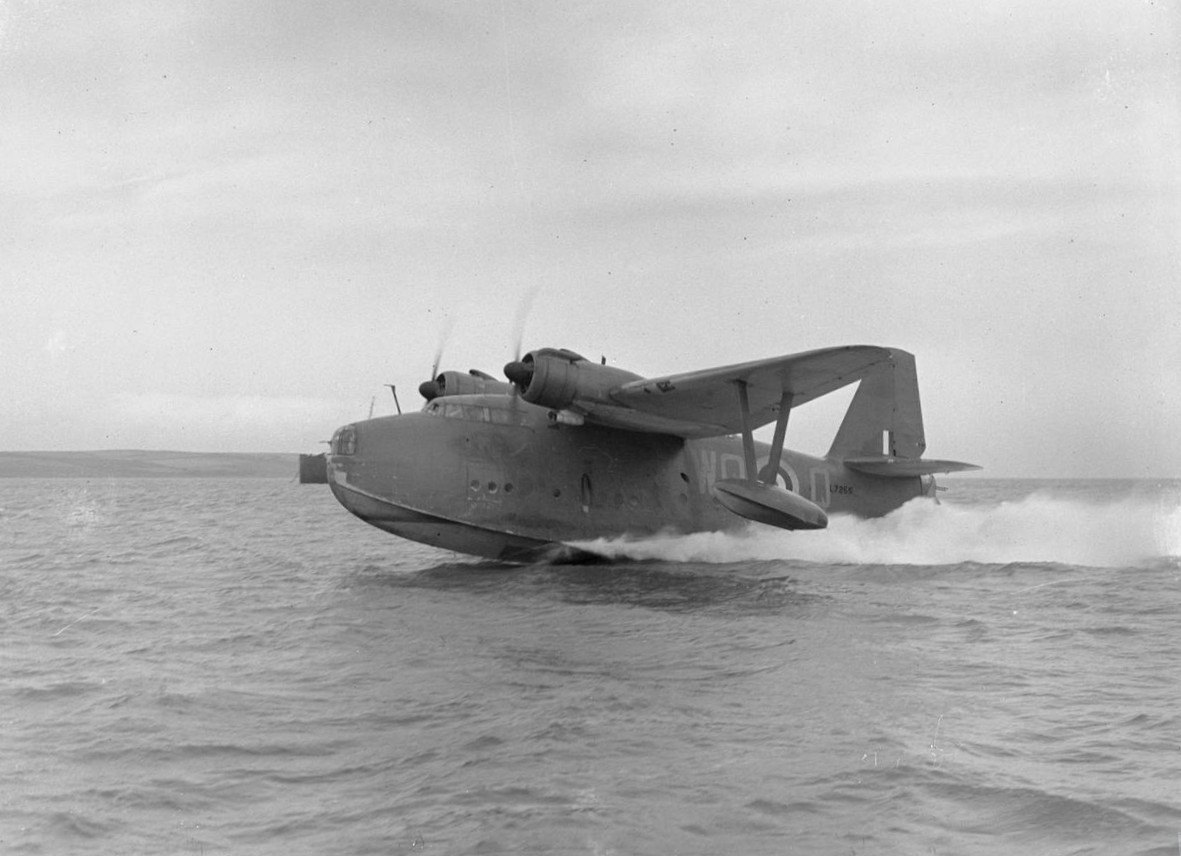
サンダース・ロー ラーウィック

サンダース・ロー ラーウィック (Saunders-Roe Lerwick) は、第二次世界大戦初期にイギリス空軍で使用されたサンダース・ロー社製の飛行艇である。
イギリス空軍としては2番目に採用された単葉飛行艇で、1940年から沿岸航空隊に洋上偵察機兼哨戒機として配備された。しかし、エンジンの不調、安定性不良等のトラブルが多く、1941年5月にはコンソリデーテッド PBY カタリナに置き換えられてしまった。
その後、カナダ空軍に配備されたが短期間使用された後、全機退役した。

## スペック
- 全幅: 24.65 m
- 全長: 19.40 m
- 全高: 6.10 m
- 全備重量: 15,160 kg
- エンジン: ブリストル ハーキュリーズ 2 空冷14気筒 (1,375 hp) × 2
- 最大速度: 343 km/h
- 航続距離: 2,478 km
- 武装
  - 7.7mm機銃 × 7
  - 爆弾 907 kg
- 乗員: 6名

## 登場作品
『ゴジラの逆襲』
防衛隊の飛行艇として登場。同じく防衛隊所属のフリゲート艦などがゴジラを発見した海域に急行する。